# Chalepotatus antennalis
Chalepotatus antennalis es un coleóptero de la familia Chrysomelidae.
Fue descrita científicamente en 1913 por Weise.